# Campionato sammarinese di calcio a 5
Il Campionato sammarinese di calcio a 5 è una competizione sportiva sammarinese riservata alle squadre di calcio a 5. È posto analogamente al Campionato sammarinese di calcio sotto l'egida della Federazione Sammarinese Giuoco Calcio.
Viene disputato "outdoor" su campi da gioco in erba sintetica. I campi ufficiali utilizzati sono tre, Dogana, Domagnano e Fiorentino.
Il Campionato si divide ufficialmente in due tornei.  Una fase autunnale-invernale denominata "Campionato Sammarinese di calcio a 5" e una primaverile-estiva denominata "San Marino Futsal Cup".
Alla fine di ogni torneo la squadra prima classificata viene laureata Campione di San Marino.

## Storia del Torneo
A San Marino il Calcio a 5 (o Futsal) sbarca ufficialmente nel luglio 2006. Ma è nell’autunno successivo che viene dato il primo calcio al pallone a rimbalzo controllato in un incontro ufficiale. È il 27 ottobre e a Fiorentino si gioca Fiorentino-Virtus, gara inaugurale del primo Campionato Sammarinese di Futsal.
Non è un torneo molto affollato. Vi partecipano appena 4 squadre: Fiorentino, Virtus, Cosmos e Tre Fiori. Si gioca con la formula del girone all’italiana e il 1º dicembre, dopo che ognuna delle quattro squadre ha affrontato le rivali per tre volte, è il Cosmos a laurearsi prima squadra campione di San Marino nel Calcio a 5 grazie ai 20 punti totalizzati. Il Tre Fiori, secondo classificato, chiude a 19.
L’anno dopo i progressi in termini di iscrizioni sono straordinari. Dalle 4 squadre del 2006 si passa alle 13 del 2007. Il girone è sempre unico e la formula è sempre quella all’italiana. Stavolta, però, ci sono solo gare di andata. Il percorso prevede un totale di 13 giornate e prende il via il 15 ottobre. Il 3 dicembre, data dell’ultima giornata, il Tre Fiori può ufficialmente festeggiare: è suo il secondo Campionato Sammarinese di Futsal.
Un trionfo, quello giallobù, che riscatta il secondo posto dell’anno precedente. Rispetto a quell’edizione del torneo, poi, le distanze sono molto meno ravvicinate, dal momento che il Tre Fiori stavolta si impone con un distacco di 10 lunghezze sulla seconda in classifica, in questo caso la Juvenes/Dogana, una delle tante new entries del torneo.
L’edizione successiva presenta alcune novità. Intanto, per la prima volta, la competizione non si esaurisce a dicembre, come eraavvenuto in precedenza, ma “sconfina” nell’anno solare successivo. Tutto questo si lega ad un secondo inedito: l’inserimento dei play-off. Le 12 squadre partecipanti (la Folgore non conferma l’iscrizione dell’anno precedente) vengono dapprima suddivise in due gironi. In questa fase ogni squadra affronta le cinque compagne di raggruppamento sia in gara di andata che in gara di ritorno. Nel mezzo, i due gironi si intersecano nella cosiddetta fase intergirone.
Completata la stagione regolare, le prime tre classificate di ogni girone accedono alle fasi finali, la cui forma ricalca quella del campionato di calcio, con la regola generale dell’eliminazione dopo due sconfitte. Alla fine del percorso è il Tre Fiori ad alzare il trofeo confermando il trionfo dell’anno precedente.
Nella stagione 2009-2010 le squadre tornano ad essere 13, ma non per un ritorno sulla scena della Folgore, bensì per l’iscrizione della Libertas, che fa il suo debutto nel mondo del Calcio a 5. Dopo 21 giornate, a qualificarsi per i play-off sono Murata, Tre Fiori e Juvenes/Dogana nel Gruppo 1, Cosmos, San Giovanni e Faetano nel Gruppo 2. Il Tre Fiori ancora una volta accede alla finale, ma questa volta cede le armi al San Giovanni, che alza così il suo primo titolo.
I rossoneri si confermano anche l’anno successivo, battendo in finale sempre il Tre Fiori. Nel 2011-2012 la Folgore si rivede nella griglia di partenza del torneo; per contro, non si iscrivono Juvenes/Dogana e Tre Penne. La squadra di Falciano si spinge fino alla finalissima, dove però a trionfare è il Fiorentino. Il riscatto dei giallorossoneri giunge l’anno successivo, quando le squadre iscritte tornano ad essere 13. Nella finale, servono i calci di rigore per decretare la squadra vincitrice dopo il 4-4 dei tempi regolamentari e supplementari. Il San Giovanni si arrende 8-6 e la Folgore può festeggiare il suo primo titolo nel Calcio a 5.
L’anno seguente è quello del trionfo del Murata, che anche in questo caso deve passare dai calci di rigore per imporsi sull’altra finalista, il San Giovanni, dopo lo 0-0 delle fasi di gara precedenti. Nel 2014-2015 si iscrivono al Campionato Sammarinese di Futsal 14 squadre, cifra mai toccata prima. Il Murata non accede alla finale e dunque non può difendere il titolo conquistato l’anno precedente. Il 12 maggio 2015, a Fiorentino, è il Pennarossa ad esultare dopo il 4-1 inferto al Tre Fiori, cui non riesce di mettere in bacheca il terzo Scudetto della propria storia.
Un’impresa che i gialloblù riescono a centrare l’anno dopo, nella finale vinta di misura sul Domagnano grazie ad un solo gol, quello messo a segno da Busignani a metà del secondo tempo supplementare. È il primo di due Scudetti consecutivi per il Tre Fiori, divenuto nel frattempo la squadra più vincente in questa competizione.
Nell’edizione 2017-2018 torna alla ribalta il Murata, anche perché nel frattempo due protagonisti dei recenti trionfi del Tre Fiori, Busignani e Protti, sono approdati proprio in bianconero. Come due anni prima contro il Domagnano, è Busignani a decidere la finalissima che vede il suo Murata opposto al Tre Penne, e anche in questo caso il gol partita arriva nel secondo tempo supplementare. Murata che così diventa la seconda squadra sammarinese a prendere parte alla UEFA Futsal Cup – divenuta nel frattempo UEFA Futsal Champions League – dopo le due partecipazioni consecutive del Tre Fiori nel 2016 e nel 2017.
L’anno successivo si tinge prepotentemente di rosso e di blù: sono i colori del Fiorentino, che a seguito di un mercato estivo mirato a radunare alla corte di Roberto Chiaruzzi una nutrita schiera di elementi della Nazionale, tra i quali i soliti Protti e Busignani, mette in piedi una stagione fatta di soli successi. L’incredibile cavalcata della squadra del presidente Moretti si conclude con una finale che non tradisce le attese: il Murata tenta di bissare il successo dell’anno precedente, ma invano. Il Fiorentino vince 3-0 – doppietta di Belloni e rete di Franciosi – centrando così il secondo Scudetto della sua storia e prenotando un posto per i preliminari di UEFA Futsal Champions League.
La stagione 2020-21 si interrompe bruscamente a febbraio per lo scoppio della pandemia da Covid-19. Anche il futsal ne fa le spese. I club del Titano non completano neppure la stagione regolare e alla fine il titolo viene assegnato al Fiorentino in virtù della miglior media punti vantata dalla squadra rossoblù fino al momento dello stop forzato. Il Fiorentino mette così in bacheca il terzo Scudetto e per la seconda volta accede ai preliminari di Uefa Futsal Champions League. Questi ultimi si giocano nel pieno della stagione 2020-21. Anche qui la terza ondata dei contagi impone un lungo stop. Dopo sette mesi, e dopo una riforma del torneo che ne assicuri il completamento ma al prezzo di tagli netti (eliminati totalmente l’intergirone e il girone di ritorno), le squadre tornano in campo per disputare la sesta e la settima giornata della stagione regolare, oltre ad un recupero. Si definiscono così le sei qualificate ai play-off, trasformati secondo la formula della Titano Futsal Cup in ragione dei tempi ridotti a disposizione per concludere il percorso. La Fiorita e Fiorentino sono le capolista dei gironi, e per questo conquistano di diritto le semifinali. Qui affrontano, rispettivamente, Tre Fiori e Domagnano, superandole con il punteggio di 2-1. Nella finalissima, è ancora il Fiorentino ad imporsi con un 2-0 firmato da Elia Michelotti ed Elia Pasqualini, entrambi a segno nel primo tempo. Nulla da fare per La Fiorita, che era alla sua prima finale Scudetto. Per il Fiorentino, nel frattempo passato alle cure di Stefano Fallini, si tratta del terzo Scudetto di fila, per un totale di quattro che pone i rossoblù in vetta alla classifica delle squadre più vincenti nel torneo in compagnia dei cugini del Tre Fiori. Il Fiorentino, inoltre, festeggia il 55° risultato utile di fila nelle competizioni interne (di cui un solo pareggio), il quinto titolo consecutivo e anche la terza partecipazione filata alla Uefa Futsal Champions League, dimostrandosi una volta di più il club leader del futsal praticato sul Titano.
La stagione 2021-22 è quella che segna la fine della supremazia del Fiorentino. La squadra, guidata dall’ex capitano della Nazionale Matteo Michelotti, raggiunge i play-off di entrambe le competizioni nazionali, ma non riesce a difendere i titoli di cui era detentrice. Lo scettro di squadra egemone del Titano passa alla Folgore, che, al culmine di un cammino stagionale pressoché perfetto (solo una sconfitta ed un pareggio in campionato sporcano, ma in maniera del tutto indolore, le statistiche scintillanti dei Giallorossoneri) centra il doblete silenziosamente promesso nel corso del mercato estivo. Gli innesti, fra gli altri, di Busignani e Protti e la scelta di affidare la panchina a Massimiliano Spada, plurititolato tecnico ai tempi del Tre Fiori, lasciavano infatti facilmente presagire una stagione sopra le righe da parte della società di Falciano, desiderosa di ritrovare i fasti dell’annata 2012-13, anch’essa coronata con il doblete. La Folgore chiude la stagione regolare da capolista del Gruppo A; poi, ai play-off, conduce un cammino senza macchie, arrivando a giocarsi lo Scudetto con quella stessa Fiorita che era stata finalista anche dell’edizione passata. Davanti al foltissimo pubblico di Fiorentino, la Folgore si impone 3-1 mandando a segno i suoi uomini di maggior talenti: Busignani, il rientrante Massimiliano Bernardi e perfino il portiere Protti, che nel recupero soffoca del tutto le velleità di rimonta de La Fiorita, che una decina di minuti prima aveva provato a riaprire la sfida con una bella giocata di Pellegrini. Al fischio finale la Folgore può festeggiare, oltre al secondo Scudetto dopo quello del 2013, il primo pass europeo della sua storia nel futsal.

## Albo d'oro
| Stagione  | Campionato   | Coppa         |
| --------- | ------------ | ------------- |
| 2006      | Cosmos       | Tre Fiori     |
| 2007      | Tre Fiori    | San Giovanni  |
| 2008-2009 | Tre Fiori    | Virtus        |
| 2009-2010 | San Giovanni | San Giovanni  |
| 2010-2011 | San Giovanni | San Giovanni  |
| 2011-2012 | Fiorentino   | Murata        |
| 2012-2013 | Folgore      | Folgore       |
| 2013-2014 | Murata       | San Giovanni  |
| 2014-2015 | Pennarossa   | Pennarossa    |
| 2015-2016 | Tre Fiori    | Tre Fiori     |
| 2016-2017 | Tre Fiori    | Tre Fiori     |
| 2017-2018 | Murata       | Tre Penne     |
| 2018-2019 | Fiorentino   | Fiorentino    |
| 2019-2020 | Fiorentino   | Non assegnata |
| 2020-2021 | Fiorentino   | Non assegnata |
| 2021-2022 | Folgore      | Folgore       |
| 2022-2023 |              |               |
| 2023-2024 |              |               |
| 2024-2025 |              |               |
| 2025-2026 |              |               |

### Supercoppa
| Stagione | Vincitore     | Finalista      |
| -------- | ------------- | -------------- |
| 2017     | Tre Fiori     | Murata         |
| 2018     | Tre Penne     | Murata         |
| 2019     | Fiorentino    | Juvenes/Dogana |
| 2020     | Non assegnata | Non assegnata  |
| 2021     | Non assegnata | Non assegnata  |

## Vittorie per club

### Campionato
| Squadra | Titoli       | Anni                   |
| ------- | ------------ | ---------------------- |
| 4       | Tre Fiori    | 2007, 2009, 2016, 2017 |
| 4       | Fiorentino   | 2012, 2019, 2020, 2021 |
| 2       | Folgore      | 2013, 2022             |
| 2       | San Giovanni | 2010, 2011             |
| 2       | Murata       | 2014, 2018             |
| 1       | Cosmos       | 2006                   |
| 1       | Pennarossa   | 2015                   |

### Coppa
| Squadra | Titoli       | Anni                   |
| ------- | ------------ | ---------------------- |
| 4       | San Giovanni | 2007, 2010, 2011, 2014 |
| 3       | Tre Fiori    | 2006, 2016, 2017       |
| 2       | Folgore      | 2013, 2022             |
| 1       | Virtus       | 2009                   |
| 1       | Murata       | 2012                   |
| 1       | Pennarossa   | 2015                   |
| 1       | Tre Penne    | 2018                   |
| 1       | Fiorentino   | 2019                   |

### Supercoppa
| Squadra | Titoli     | Anni |
| ------- | ---------- | ---- |
| 1       | Tre Fiori  | 2017 |
| 1       | Tre Penne  | 2018 |
| 1       | Fiorentino | 2019 |